# Józef Zajączek
Józef Zajączek (pronunciación en polaco: /ˈjuzɛf zaˈjɔntʂɛk]/; 1 de noviembre de 1752 – 28 de agosto de 1826) fue un político y militar polaco.
Józef Zajączek nació en Kamianets-Podilski en el seno de una familia noble, aunque arruinada. Con dieciséis años inició su carrera militar en el ejército de la República de las Dos Naciones, donde pronto se convirtió en edecán del hetman Franciszek Ksawery Branicki. Durante aquel tiempo se hizo seguidor político suyo, antes de unirse a la oposición liberal, durante el Gran Sejm en 1790. Después apoyó la constitución del 3 de mayo de 1791 y también apoyo el movimiento radical polaco conocido como los jacobinos polacos.
Como comandante militar, con rango de general, participó en la guerra ruso-polaca de 1792 y en la insurrección de Kościuszko. En 1795, después de las particiones de Polonia, y tras ser acusado de ineficacia en el mando de sus tropas, Zajączek se exilio a Francia. En París se unió al Ejército Imperial Francés, y en 1797 se convirtió en uno de los generales de las fuerzas napoleónicas, participando en la expedición egipcia y convirtiéndose en gobernador de varias provincias en el norte de África, y participando en la defensa de Alejandría. En 1803, como general francés, recibió la Gran Cruz de la Legión de Honor.
En 1806, por orden de Napoleón I, formó la 1ª Legión del Norte y la 2ª Legión de Kalisz. Permaneció como oficial del Ejército Imperial de Napoleón hasta que fue herido durante la invasión napoleónica de Rusia en 1812, en la batalla de Berezina, donde perdió una pierna. Posteriormente fue capturado por los rusos en Vilno, permaneciendo prisionero en Ucrania hasta 1814. Ese año fue liberado, tras prometer fidelidad al zar, Alejandro I, y pudo regresar a su Polonia natal.
En 1815 participó en el gobierno del Zarato de Polonia, y fue asignado al puesto de vicepresidente de la comisión militar que reorganizó el ejército polaco a partir de los restos del ejército napoleónico del Ducado de Varsovia en un nuevo ejército dirigido por el nuevo congreso, a su vez controlado por el Imperio ruso. En 1815 se convirtió en el primer Namiestnik del Reino de Polonia (un cargo similar al de virrey) y en ese cargo estaría hasta su muerte.
Fue autor de La historia de la revolución en Polonia en 1792, publicada originalmente en 1797 y republicada posteriormente en 1862.
Zajączek no tuvo hijos. Su mujer le sobrevivió diecinueve años. El nombre de Zajączek's se encuentra en el Arco del Triunfo de París.